# Калінкін Іван Олексійович
Калінкін Іван Олексійович (нар. 23 червня 1935, Челдаєво) — радянський ерзянський поет і письменник, член  Спілки письменників СРСР, Заслужений працівник культури Російської Федерації (1995) .

## Ранні роки
Народився в селі Челдаєво (Інзенський район, Ульянівська область) в селянській родині. Батько загинув у 1944 році на фронті, в тому ж році Іван із матір'ю переїхав до Мордовської АРСР у Великоігнатівський район. Жив у селищах Семенівка та Комунари й у селі Велике Ігнатово. Закінчив Спаську середню школу Великоігнатівського району та Ардатовську культпросвітшколу. Після служби в армії влаштувався працювати завідувачем клубом в селі Старе Чамзіно (1956—1959).

## Журналістська діяльність
З березня 1959 року співробітник редакції газети «Прапор труда» Великоігнатівського району. Пізніше обіймав посаду літпрацівника Ардатовської газети «Маяк», Ромодановської «Перемоги» і завідувача відділу Великоігнатовської газети «Схід». У 1970 році закінчив Горьківський соціально-політологічний інститут і в тому ж році став редактором «Сходу». З 1972 року проживає в Саранську та працює в друкованих виданнях завідувачем відділом республіканської «Ерзянь правда», літпрацівником і відповідальним секретарем журналу «Сятко» («Іскра»). Член Спілки письменників СРСР з 1976 року, головний редактор журналу «Сятко» в 1977—1984 роках. Голова правління Спілки письменників Мордовської АРСР із червня 1984 року.

## Літературна діяльність
Перший вірш Калінкіна «Поштарочка» опубліковано в 1956 році в журналі «Сурані толт» («Сурські вогні»). Всього за свою кар'єру випустив 19 книг віршів і поем, роман у віршах «Ава ди лей» («Жінка і річка»). Перша книга «Зоряний мізолкст» («Посмішки зорі») видана в Саранську в 1969 році і присвячена людям праці і природі Мордовії. Інші книги — «Манею піземе» («Сліпий дощ»), «Сирнень сюлмо» («Золотий вузол»), «Лемзеркс Чиреев» («Черемховий берег»), «Зелені багаття», «Кізень Менелая» («Літній небо») і «Надія». Роман у віршах «Ава ди лей» («Жінка і річка») описує долі жителів ерзянського села Челдаєво (Чий), в тому числі й хліборобів. Російський переклад був виданий у 1998 році, а в 2003 році видано перший том тритомного зібрання творів ерзянською мовою.
Російські переклади віршів Калінкіна опубліковані в газетах «Літературна газета» і «Літературна Росія», журналах «Наш сучасник», «Дружба народів», «Нева», «Волга» та «Вогник». У центральних видавництвах опубліковані книги «Черемховий берег» і «Зелені багаття», а також видані книги нарисів про Героїв Радянського Союзу «Дорогами випробувань» і повістей «Васолонь ки Лангса» («У далекій дорозі»). Калінкін також вважається автором перших сонетів ерзянською мовою і упорядником перших вінків сонетів, серед яких виділяються «Іне Ерьзянень пшкадема» ("Звернення до великого Ерзя "), «Ояксчінь цецят» («Квіти дружби»), «Сюконямо», «Лецтнемань васолкст» («Далекі спогади»).

## Нагороди
Іван Калінкін нагороджений в 1990 році Державною премією Мордовської АРСР за збірки віршів і поем «Піче вірь» («Сосновий бір»), «Квіти дружби», «Пісні з берегів Сури і Мокші». Має звання Народного письменника Мордовії, Заслуженого поета Мордовії (1990) та Заслуженого діяча культури Російської Федерації. Обирався депутатом Верховної Ради Мордовії і секретарем правління Спілки письменників Російської Федерації. Нагороджений орденом «Знак Пошани».